# Jesper Bech
Jesper Bech (25 maggio 1982) è un ex calciatore danese, di ruolo attaccante.

## Carriera

### Club
Ha giocato nella prima divisione danese.

### Nazionale
Ha giocato nelle nazionali giovanili danesi Under-19 ed Under-21.
Tra il 2006 ed il 2009 ha totalizzato complessivamente 3 presenze ed una rete con la nazionale maggiore danese.

## Palmarès

### Club

#### Competizioni nazionali
- Campionato danese: 1

Copenaghen: 2004
- Coppa di Danimarca: 1

Copenaghen: 2004

#### Competizioni internazionali
- Royal League: 1

Copenhagen: 2004-2005